# Ruesga (Kantabrien)
Ruesga ist eine Gemeinde in der spanischen Autonomen Region Kantabrien. Die Gemeinde ist in zwei Teile geteilt, der kleinere Teil befindet sich westlich der Gemeinde Arredondo. Ruesga befindet sich im östlichen Inneren von Kantabrien.
Die Gemeinde Ruesga liegt in einem Tal, durch das der Fluss Asón fließt und grenzt im Norden an die kantabrischen Gemeinden Solórzano und Voto, im Süden an Soba, im Osten an Rasines und Ramales de la Victoria und schließlich im Westen an Arredondo, Riotuerto und Entrambasaguas.

## Orte
- Calseca
- Matienzo
- Mentera Barruelo
- Ogarrio
- Riva (Hauptort)
- Valle

## Bevölkerungsentwicklung
| 1842 | 1900 | 1950 | 1981 | 1991 | 2001 | 2011 |
| ---- | ---- | ---- | ---- | ---- | ---- | ---- |
| 2057 | 2837 | 2713 | 1471 | 1343 | 1185 | 989  |

## Wirtschaft
Die Wirtschaft ist hauptsächlich land- und forstwirtschaftlich geprägt.